# Powidoki
Powidoki (Engelse titel: Afterimage) is een Poolse dramafilm uit 2016 onder regie van Andrzej Wajda. De film ging in première op het internationaal filmfestival van Toronto in de sectie Masters.

## Verhaal
De Poolse schilder Władysław Strzemiński wil zijn kunst niet aanpassen aan de doctrine van het socialistisch realisme. Hij verliest zijn post als docent aan de universiteit en zijn schilderijen worden verwijderd uit musea. Met de hulp van een paar studenten stelt hij zich teweer tegen de communistische partij. Hij groeit uit tot een icoon van het artistieke verzet tegen het systeem. 

## Rolverdeling
| Acteur                 | Personage             |
| ---------------------- | --------------------- |
| Bogusław Linda         | Władysław Strzemiński |
| Aleksandra Justa       | Katarzyna Kobro       |
| Bronisława Zamachowska | Nika Strzemińska      |
| Zofia Wichłacz         | Hania                 |
| Krzysztof Pieczyński   | Julian Przyboś        |
| Mariusz Bonaszewski    | Madejski              |
| Szymon Bobrowski       | Włodzimierz Sokorski  |
| Aleksander Fabisiak    | Rajner                |
| Irena Melcer           | Wąsińska              |
| Tomasz Chodorowski     | Jadzia                |
| Filip Gurłacz          | Tomek                 |
| Mateusz Rusin          | Stefan                |
| Mateusz Rzeźniczak     | Mateusz               |
| Tomasz Włosok          | Roman                 |

## Productie
De film werd geselecteerd als Poolse inzending voor de beste niet-Engelstalige film voor de 89ste Oscaruitreiking.